# جائزة سان مارينو الكبرى 1982
جائزة سان مارينو الكبرى 1982 هو سباق فورمولا 1 أقيم بتاريخ 25 أبريل 1982 في حلبة إنزو دينو فيراري، إيمولا، إميليا-رومانيا، إيطاليا. كان الرابع من أصل 16 في بطولة العالم لسباقات الفورمولا واحد موسم 1982. حلّ الفرنسي ديدييه بيروني أولا بينما جاء الكندي جيل فيلنوف في المركز الثاني وحصل على المركز الثالث الإيطالي ميكيلي ألبوريتو.